# 밀양 부은사 석조아미타불좌상
밀양 부은사 석조아미타불좌상(密陽 父恩寺 石造阿彌陀佛坐像)은 대한민국 경상남도 밀양시 부은사에 있는 불상이다. 2009년 3월 5일 경상남도의 유형문화재 제476호로 지정되었다.

## 개요
부은사 법당의 주존불로써 양측에 관음과 세지를 협시로 한 삼존불의 형태로 봉안되어 있다. 양측의 불상은 양식적인 특징이 본존불과 달라 다른 작가에 의해 조성되었음을 알 수 있다.
군의자락의 도드라진 면이나 뒷면 대의 끝단 등에 도금이 탈락되어 있으며, 이를 제외하면 상태는 비교적 양호하다. 복장공은 상의 저부바닥으로부터 비스듬이 파내고, 무릎정도의 높이에서 입구가 二段으로 이루어진 좁고 깊은 방형의 복장공이 마련되어 있으며, 복장공이 열려 있은 이유 때문에 목좌대를 최근에 와서 덧붙인 것으로 추정된다.
사찰측의 전언에 따르면 본 불상은 양산통도사 포교당에 봉안되어 있는 석조관음보살상의 본존불로 알려져 있으며, 그 보살상에서 발견된 복장발원문을 근거로 1688년작으로 밝히고 있다.

## 참고 문헌
- 밀양 부은사 석조아미타불좌상 - 국가유산청 국가유산포털